# Jeannie Robertson
Jeannie (Regina Christina) Robertson (21 oktober 1908 - 13 maart 1975) was een Schotse folkzangeres. Waar zij is geboren is niet bekend maar zij woonde aan de Hilton Street no. 90 in Aberdeen, Schotland, waar een plaquette aan haar herinnert. Haar vader was een doedelzakspeler en haar moeder zong regelmatig. Zoals zovelen van de travellers uit Aberdeen, Glasgow en Ayrshire, ging zij eens per jaar naar Blairgowrie om aardbeien te plukken. Ook Hamish Henderson kwam uit die plaats en probeerde daar de beste zangers te vinden. In 1953 volgde hij Jeannie en haar reputatie in Aberdeen en maakte opnames van haar. In november 1953 was zij met Jean Ritchie, Margaret Barry en Isla Cameron te gast bij Alan Lomax als voorbereiding van een televisieoptreden. Veel van deze opnames kwamen terecht op een album The Queen Among the Heather in 1975.
Het televisieprogramma was The Ballad Hunters, van David Attenborough, de latere directeur van BBC2-televisie. In 1958 nam Hamish Henderson haar op in Edinburgh. Deze opnames werden uitgebracht als Up the Dee and Doon The Dock op het Lismorlabel. Een van haar favoriete liederen was I'm a man you don't meet every day, ook bekend als Jock Stewart. Het is gebruikt door Archie Fisher, The Dubliners, The McCalmans, The Tannahill Weavers en The Pogues.
Van Jeannies dochter Lizzie Higgins verscheen een album in 1975 ‒ Up and Awa' wi' the Laverock. Stanley Robertson' een verhalenverteller, ballade zanger en doedelzakspeler uit Aberdeen is Jeannies neef. Carmen Higgins, een fiddler van de Aberdeen folk band Rock Salt and Nails, is ook familie van Jeannie. Carmen Higgins speelde met Old Blind Dogs en deed veel werk voor radio en televisie. Carmens enige cd-album, bevat opnames met Fergus Cooney, Mike Rae, en Dave Innes.

## Discografie
- Jeannie Robertson ‒ The Great Scots Traditional Ballad Singer (Topic, 1959/1963/Ossian, 1994)
- The Queen Among The Heather ‒ Alan Lomax production ‒ Rounder, 1998
- Scottish Traditional Tales, Vol. 17 (met Davie Stewart, Tom Tulloch; Greentrax, 2000)
- Jeannie Robertson, Songs of a Scots Tinker Lady, Traditional Scots Ballads and Songs ‒ 1960
- The World Greatest Folk Singer
- Ballads & Songs of Tradition (compilatiealbum) 2000
- Songs of Seduction ‒ Alan Lomax production (compilatiealbum) ‒ 2000

- Bibliothèque nationale de France: cb14608868h (data)
- Gemeinsame Normdatei: 119320037
- International Standard Name Identifier: 0000 0000 6658 7984
- Library of Congress Control Number: n87134728
- MusicBrainz: 4546ce47-a071-42eb-b254-737ba0328a1b
- Nationale Bibliotheek van Tsjechië: xx0101065
- Nationale Bibliotheek van Israël: 987007587607905171
- Nederlandse Thesaurus van Auteursnamen: 354806262
- SNAC: w6hv7sqp
- Virtual International Authority File: 69181636
- WorldCat: E39PBJm9cy3d8VJxYxWbd8Tj4q